# Серезоль, Альфред
Альфред Серезоль (17 марта 1842, Фридрихсдорф — 14 января 1915, Сен-Лежье) — швейцарский протестантский пастор и литератор, брат историка и дипломата Виктора Серезоля.

## Биография
Альфред Серезоль родился в семье пастора из Веве, своё детство провёл в Лозанне, где его отец в 1845 году получил кафедру иврита. В 1866 году, завершив богословское образование, был рукоположён в священники. После этого был сначала суффраганом в Ороне и Беньене, затем пастором в Ормон-Десю с 1867 по 1871 год, затем в Веве с 1871 по 1890 год и в Сен-Лежье с 1891 по 1905 год. В 1864 году входил в состав Федерального совета Констана Форнеро в Женеве, с 1864 по 1865 год возглавлял Литературное общество.
Был одним из создателей и сотрудников издания «Au Foyer romand», занимался изучением и сбором фольклорных материалов кантона Во. Свои произведения писал на французском языке. Более всего в романской Швейцарии были известны его работы «Scènes vaudoises ou le Journal de Jean-Louis, récits campagnards et militaires en parler vaudois» (1888; сцены из жизни Во) и «Les Légendes des Alpes vaudoises» (1885; сборник альпийских легенд, включая фантастические рассказы горных проводников, многие изложены с юмором). Другие работы его авторства: «Chansonnier de la Société de Belles-Lettres» (1864), «Les Chants populaires de la Suisse romande» (1885); «A la veillée» (1890); «Scènes vaudoises» (1892; картины из жизни местного крестьянства). Его перу также принадлежат издававшиеся в том числе за рубежом (не только в Европе, но и в Америке) и получившие высокую оценку путеводители по Монтрё и окрестностям. В 1919 году в Веве был установлен памятник в его честь.